# The Yeouido Institute

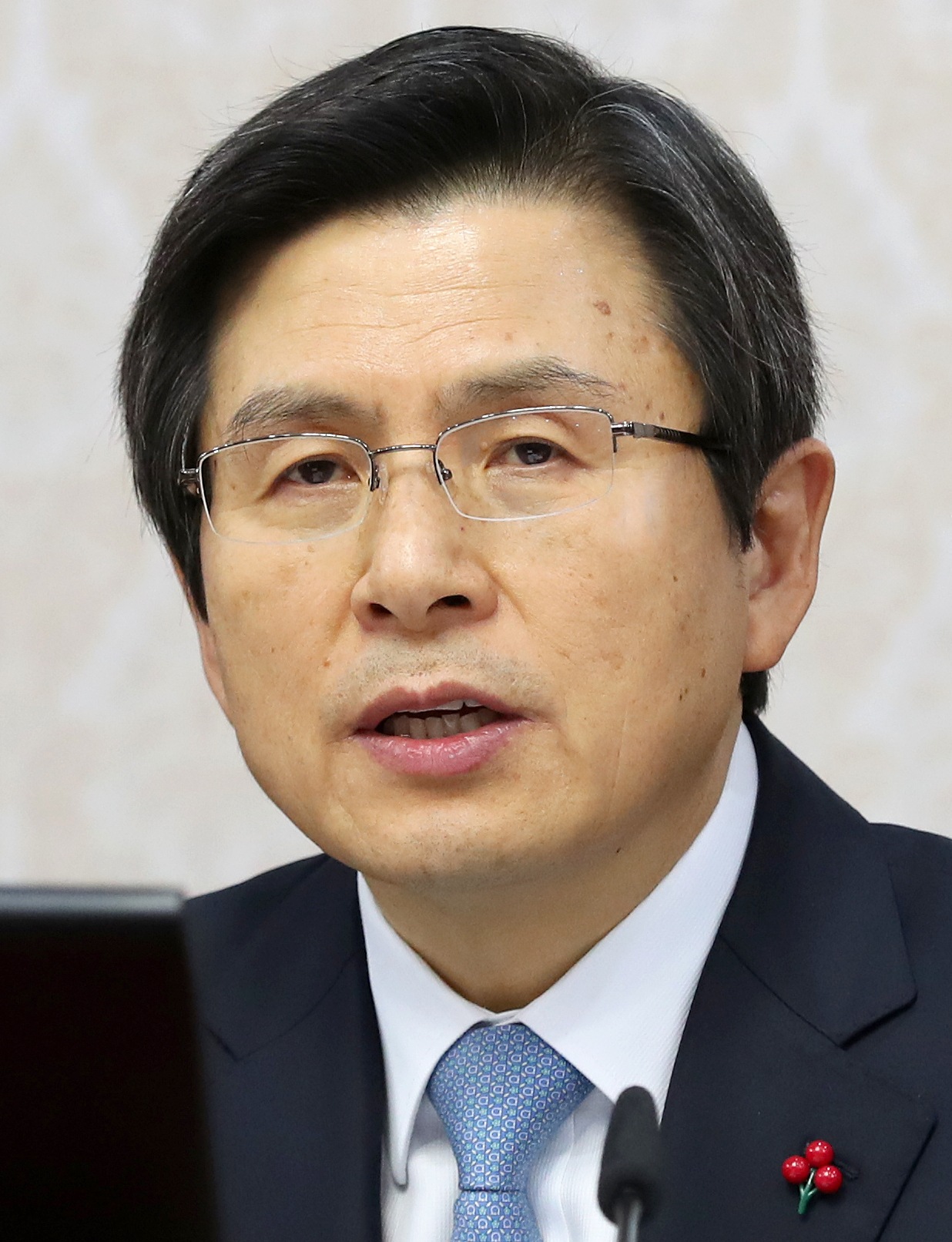
Hwang Kyo-ahn

The Yeouido Institute (koreanisch: 여의도연구원, Transliteration: Yeouido-yeonguwon, in Deutsch: Yeouido-Institut) ist ein konservativer Think-Tank der größten Oppositionspartei in Südkorea, der Mirae-tonghap-Partei. Die Organisation ist nach der Insel Yeouido im Hangang benannt, welche im Zentrum von Seoul (Yeongdeungpo-gu) liegt.
Die Denkfabrik formuliert folgende Ziele für die Partei im Hinblick auf die Parlamentswahl in Südkorea 2020:
- Aufbau eines engen Kommunikationssystems zwischen den Mitgliedern
- Stärkung der Kommunikation vor Ort und online mit den Bürgern
- Formulierung zeitnaher Antworten auf aktuelle Probleme und Festlegung politischer Agenden, die sich auf das tägliche Leben gewöhnlicher Menschen beziehen
- Entwicklung von Strategien, die das Interesse aller Generationen, einschließlich der Millennials, umfassen
- Aus bevorstehenden Wahlen möglichst siegreich hervorgehen

Hwang Kyo-ahn ist Vorsitzender, Seong Dong-kyu der Direktor.